# 尚皮尼莱朗格勒
尚皮尼莱朗格勒（法語：Champigny-lès-Langres，法語發音：[ʃɑ̃piɲi lɛ lɑ̃ɡʁ]，意为“朗格勒附近的尚皮尼”）是法国上马恩省的一个市镇，属于朗格勒区。

## 地理
尚皮尼莱朗格勒（47°53'36"N, 5°20'47"E）面积6.35 平方千米，位于法国大東部大區上马恩省，该省份为法国东北部内陆省份，北起马恩省和默兹省，西接奥布省，西南接科多尔省，东南接上索恩省，东临孚日省。
与尚皮尼莱朗格勒接壤的市镇（或旧市镇、城区）包括：于姆-若克奈、朗格勒、佩涅、巴讷、沙尔姆。

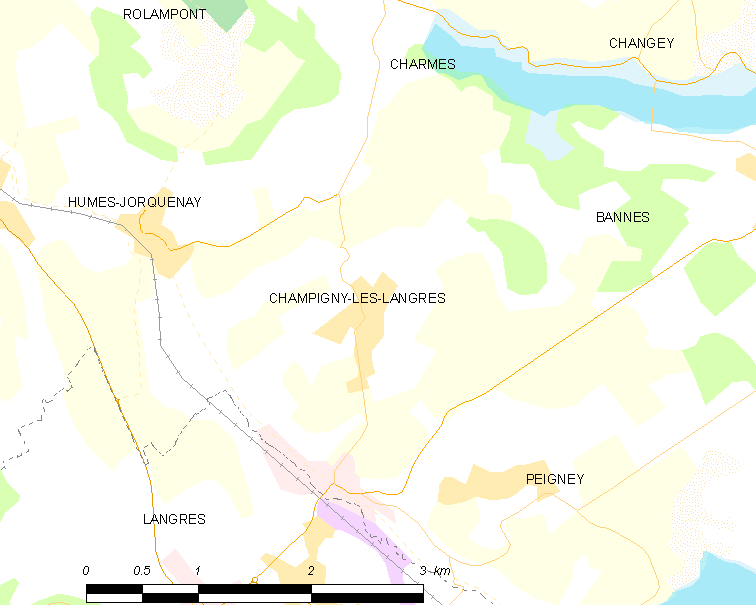
尚皮尼莱朗格勒的OSM定位图

尚皮尼莱朗格勒的时区为UTC+01:00、UTC+02:00（夏令时）。

## 行政
尚皮尼莱朗格勒的邮政编码为52200，INSEE市镇编码为52102。

## 政治
尚皮尼莱朗格勒所属的省级选区为朗格勒县。

## 人口

1962-2008年间尚皮尼莱朗格勒人口变化图示

尚皮尼莱朗格勒于2022年1月1日时的人口数量为406人。